# Departamento La Paz (Mendoza)
Das Departamento La Paz liegt im Osten der Provinz Mendoza im Westen Argentiniens und ist eine von 18 Verwaltungseinheiten der Provinz.
Es grenzt im Norden an das Departamento Lavalle, im Osten an die Provinz San Luis, im Süden an das Departamento San Rafael und im Westen an das Departamento Santa Rosa. 
Die Hauptstadt des Departamento La Paz ist das gleichnamige La Paz. Sie liegt 145 km von der Provinzhauptstadt Mendoza entfernt.

## Verkehrsanbindung
Durch die beiden Verkehrswege Ruta Nacional 7 und die Ruta Provincial 146 ist das Departamento ein strategisch wichtiger Zugang zu den Ländern des Mercosur.

## Distrikte
Das Departamento La Paz ist in folgende Distrikte aufgeteilt:
- Cadetes de Chile
- Desaguadero
- Las Chacritas
- La Gloriosa
- Villa Antigua
- Villa Cabecera (La Paz)

## Geschichte
Die ersten Bewohner des Gebiets von La Paz waren die Huarpes, die ihre Region Yopacto nannten und als Oberhaupt den Kaziken Corocorto hatten.
Die Spanier erreichten das Gebiet unter dem Befehl des Capitán Don Sancho de Medrano. Zur Erfüllung ihres Missionsauftrages errichteten sie eine Adobe-Kapelle, die San José geweiht wurde und in den 1760er Jahren durch eine kleine Kirche ersetzt wurde, die heute das Bildnis von Nuestra Señora de La Paz behütet. Alljährlich am 24. Januar findet ihr zu Ehren ein religiöses Fest mit einer Prozession rund um die Plaza der Altstadt statt.
Zu Beginn des 18. Jahrhunderts war der Handelsverkehr mit regionalen Produkten zum Litoral erheblich angewachsen. Auf der langen Wegstrecke waren die Raststätten Posta del Desaguadero und Posta San José de Corocorto von großer Bedeutung. Deshalb gründete der Comandante Amigorena, unter der Regierung von Rafael de Sobremonte, am 24. Dezember 1791 den Ort San José de Corocorto, der heute Villa Antigua genannt wird.
Die Villa de La Paz wurde am 4. August 1850 gegründet, als die Provinz von Alejo Mallea regiert wurde.